# Niccolò Caracciolo

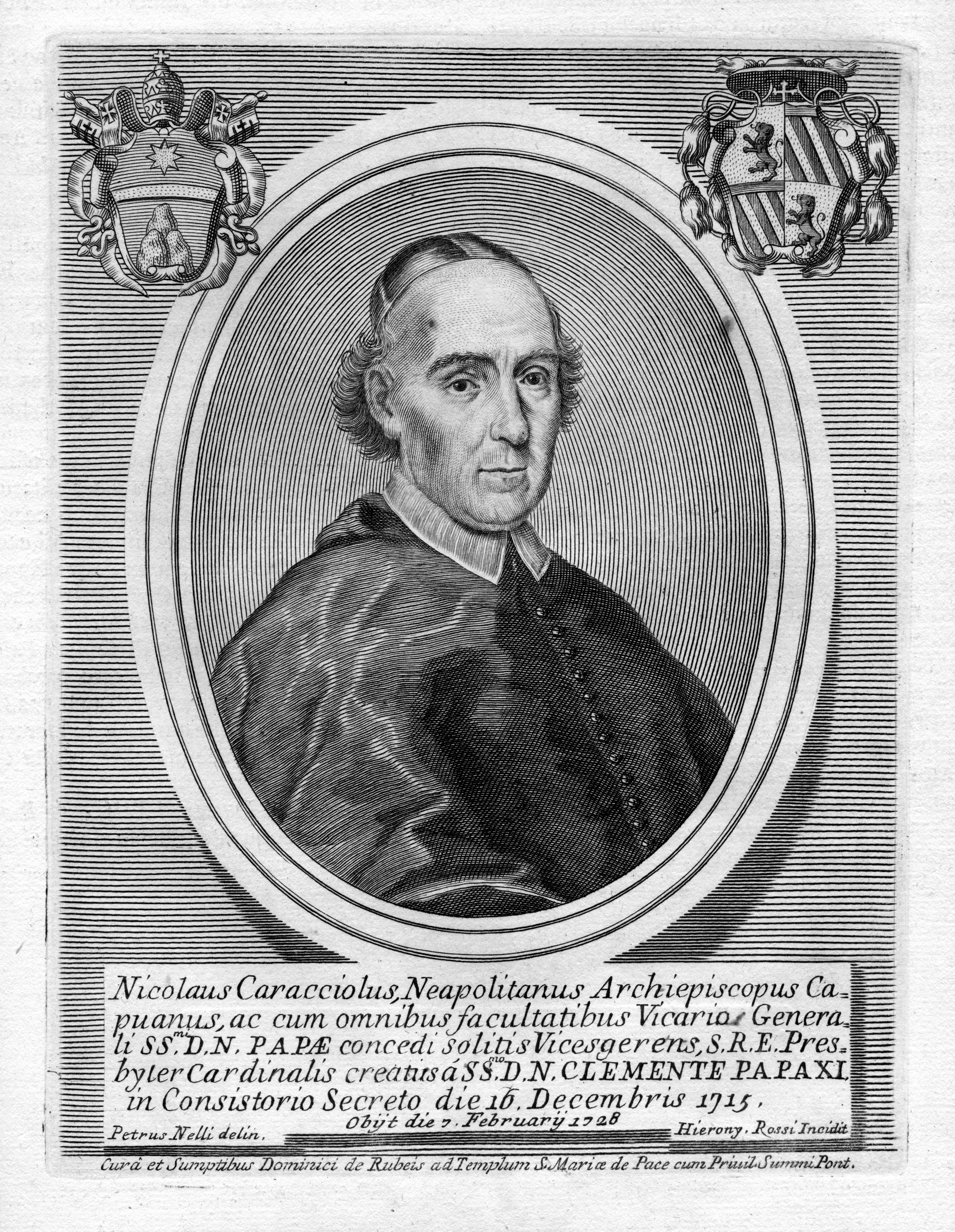
Niccolò Kardinal Caracciolo

Niccolò Caracciolo (* 8. November 1658 in Villa Santa Maria, Provinz Chieti; † 7. Februar 1728 in Capua, Provinz Caserta) war ein Kardinal der Römischen Kirche.

## Leben
Caracciolo war durch seine Familie eng mit dem Heiligen Stuhl verbunden. Da seine Mutter eine Schwester des Kardinals Francesco del Giudices war, war er ein Cousin von Kardinal Niccolò del Giudice. Mit den Kardinälen Innico dem Älteren, Innico dem Jüngeren, Diego Innico, Filippo Giudice Caracciolo und Mario Ascanio Caracciolo war er ebenfalls familiär verbunden. 
Caracciolos kirchliche Laufbahn begann als Assessor an der Apostolischen Signatur. Ein erster Höhepunkt war 1700 die Ernennung zum Titularerzbischof von Thessalonica. Die Bischofsweihe spendete ihm am 6. Juni 1700 im Petersdom Kardinal Fabrizio Paolucci. Anschließend war er bis 1703 Apostolischer Nuntius am großherzoglichen Hof in Florenz.
1703 übernahm Caracciolo als Nachfolger von Carlo Loffredo die Erzdiözese Capua. Vom 4. Dezember 1712 bis zum 16. Dezember 1715 war er Vizegerent von Rom. Im Konsistorium vom 16. Dezember 1715 kreierte ihn Papst Clemens XI. zum Kardinal der Römischen Kirche, 1716 wurde er als Kardinalpriester der Titelkirche Santi Silvestro e Martino ai Monti installiert.
Kurz nach seinem 69. Geburtstag starb Niccolò Caracciolo am 7. Februar 1728 in Capua und fand in der dortigen Kathedrale seine letzte Ruhestätte.